# Belarusskij Avtomobinnyj Zavod
La BELAZ (bielorusso: Беларускі аўтамабільны завод, translit. Belaruski Autamabilny Zavod, in inglese 'Belarusian Automobile Plant', in russo: Белорусский автомобильный завод or БелАЗ) in italiano "impianti automobilistici bielorussi" (trad.lett.) è un'azienda bielorussa specializzata nella produzione di veicoli da trasporto e scavo con sede a Žodzina.

## Modelli

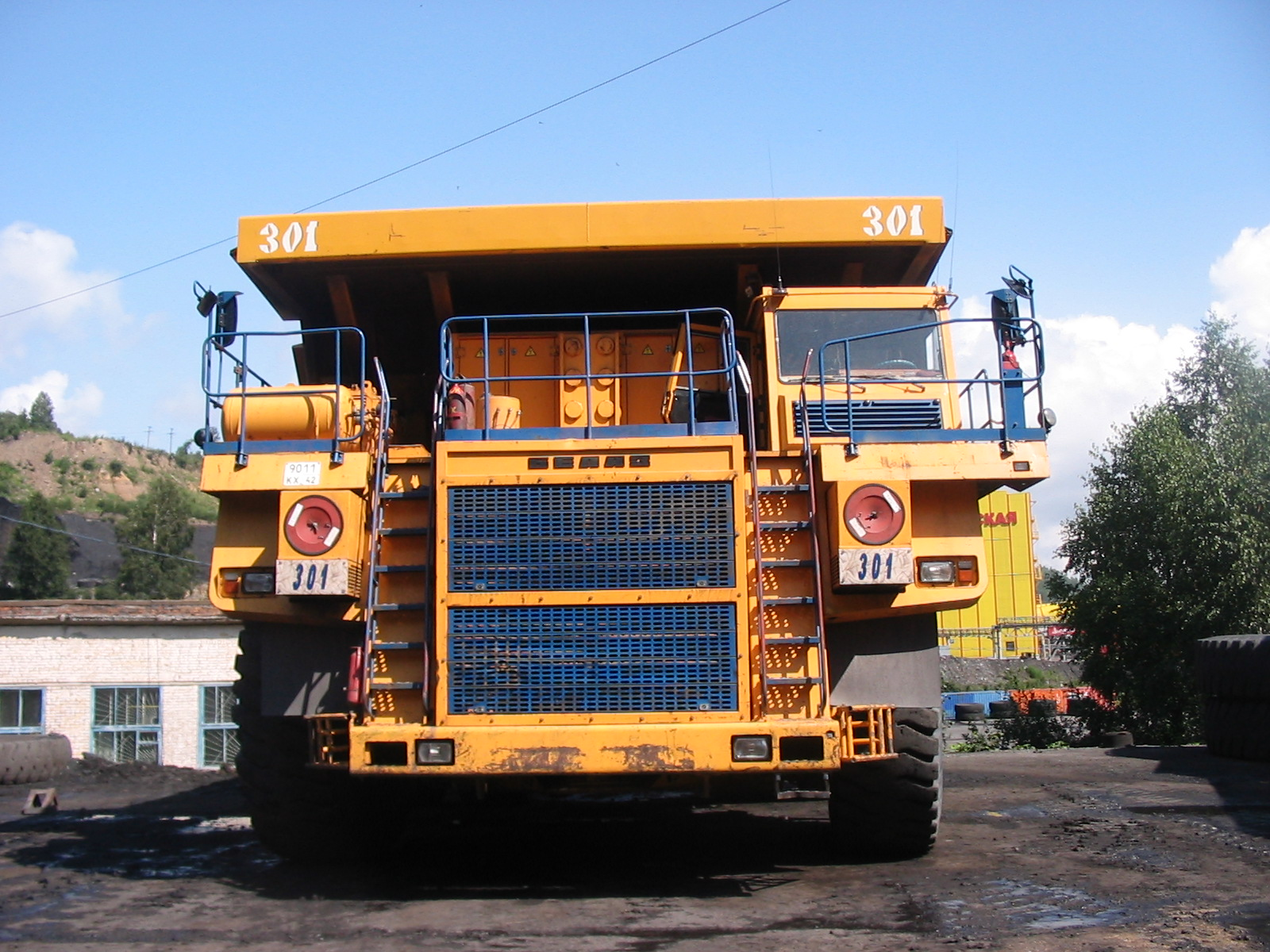
BELAZ-7513

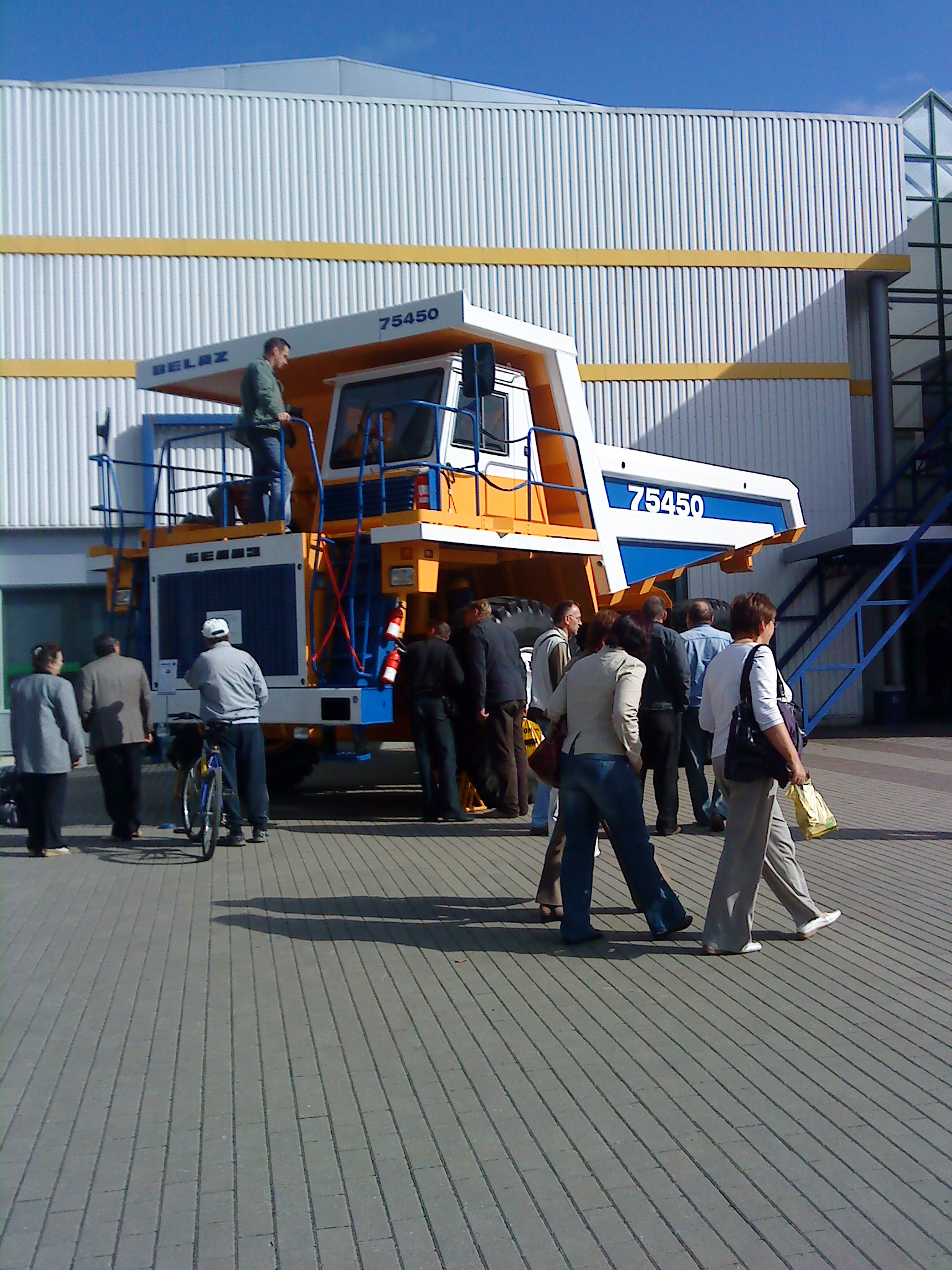
BELAZ-75450

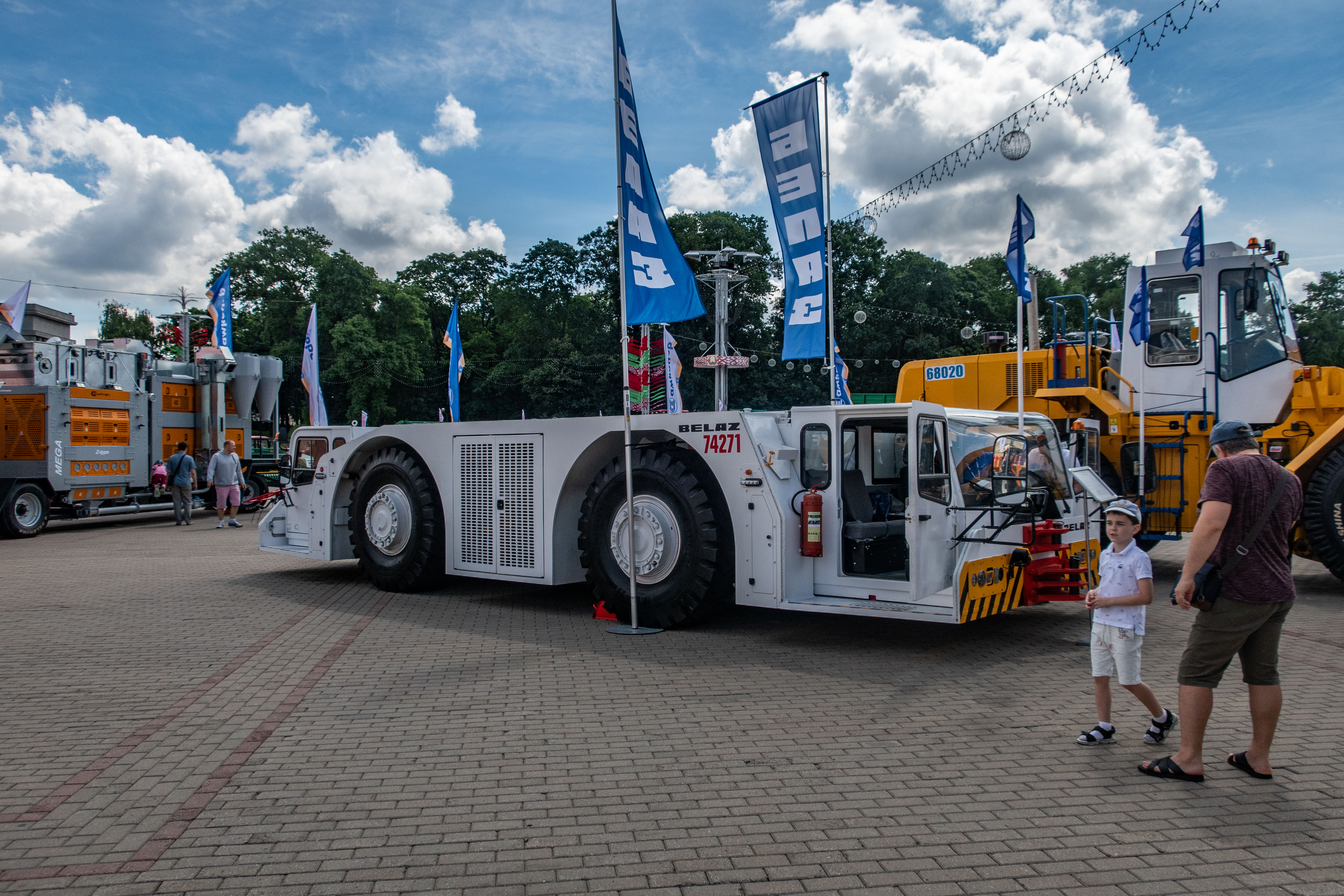
Trattore aeroportuale BELAZ-74271

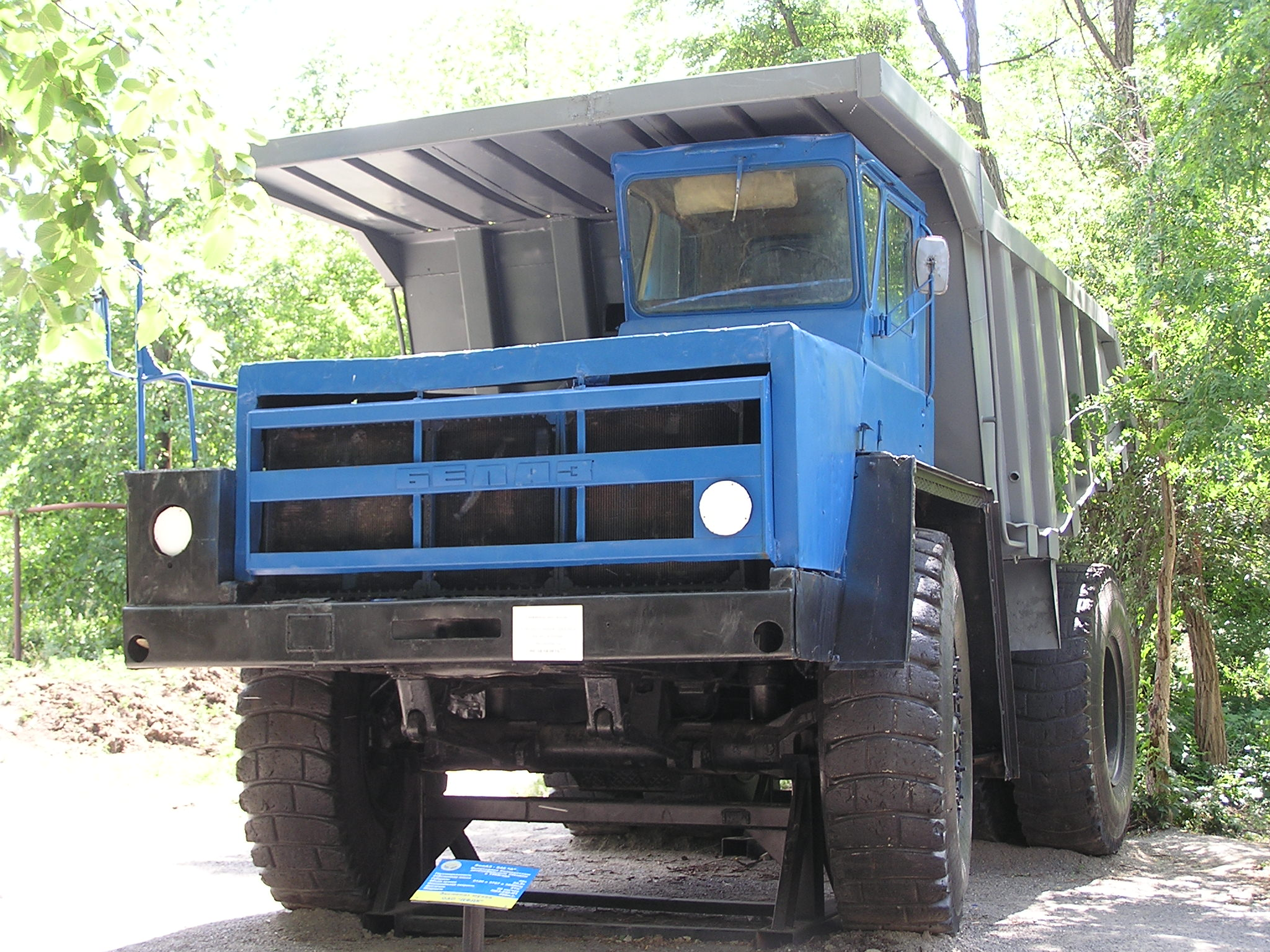
BelAZ-548A (1967)

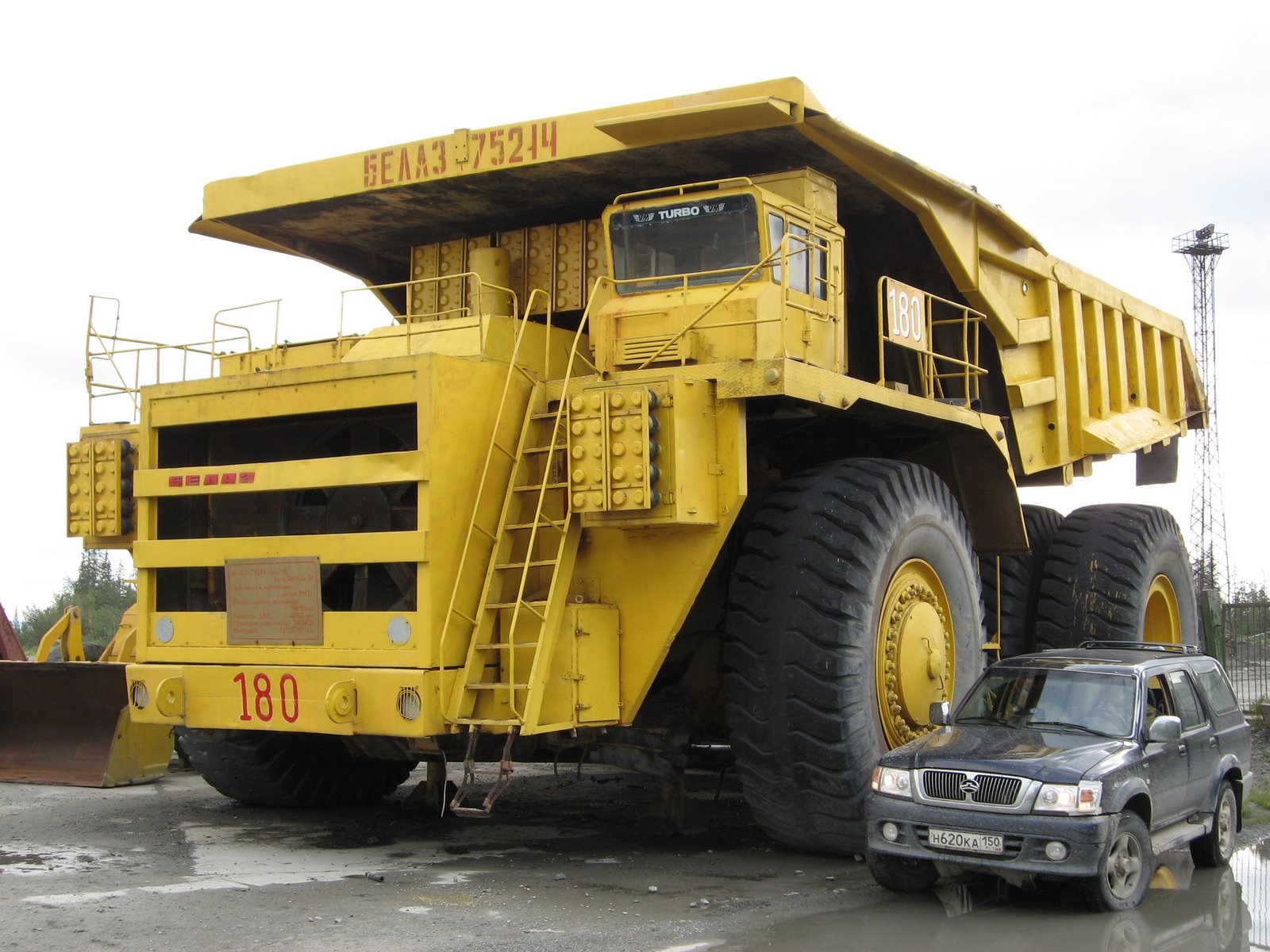
BelAZ-75214

### Modelli in produzione

#### Dump truck con la trazione idromeccanica
- BELAZ-7540 - Capacità di carico - 30 tonnellate.
- BELAZ-7544 - Capacità di carico - 32 tonnellate.
- BELAZ-7545 - Capacità di carico - 45 tonnellate.
- BELAZ-7547 - Capacità di carico - 42-45 tonnellate.
- BELAZ-7555 - Capacità di carico - 55–60 tonnellate. Manufatto dal 1994.
- BELAZ-7557 - Capacità di carico - 90 tonnellate.

#### Dump truck con la trazione elettromeccanica
- BELAZ-7558 - Capacità di carico - 90 tonnellate.
- BELAZ-7513 - Capacità di carico - 110–136 tonnellate. Manufatto dal 1996.
- BELAZ-7517 - Capacità di carico - 154–160 tonnellate.
- BELAZ-7518 - Capacità di carico - 180 tonnellate.
- BELAZ-7530 - Capacità di carico - 220 tonnellate.
- BELAZ-7531 - Capacità di carico - 240 tonnellate.
- BELAZ-7532 - Capacità di carico - 290 tonnellate.
- BELAZ 7560 - Capacità di carico - 320–360 tonnellate.
- BELAZ-75710 - il dumper più grande nel mondo. Manufatto dal 2013. Capacità di carico massima - 450 tonnellate.

### Modelli storici

#### Dump truck
- MAZ-525, 25 t (1958–1965)
- BelAZ-540, 27 t (1965)
- BelAZ-540A
- BelAZ-540B, 45 t
- BelAZ-548A, 40 t (1967)
- BelAZ-548B, 65 t
- BelAZ-549, 75–80 t (1969)
- BelAZ-7519, 110–120 t (1977)
- BelAZ-7521, 180 t (1979)
- BelAZ-75211, 170–220 t (1983)
- BelAZ-75214
- BelAZ-7522
- BelAZ-75303
- BelAZ-75483

## Altri veicoli
- MoAZ-4048, Pala caricatrice, 7.5 t
- BelAZ-7822, Pala caricatrice, 7 t
- BelAZ-7823, Pala gommata
- Belaz 78221 Pala gommata
- MoAZ-60148, Ruspa
- MoAZ-60007, Ruspa
- BelAZ-74212, Trattore aeroportuale

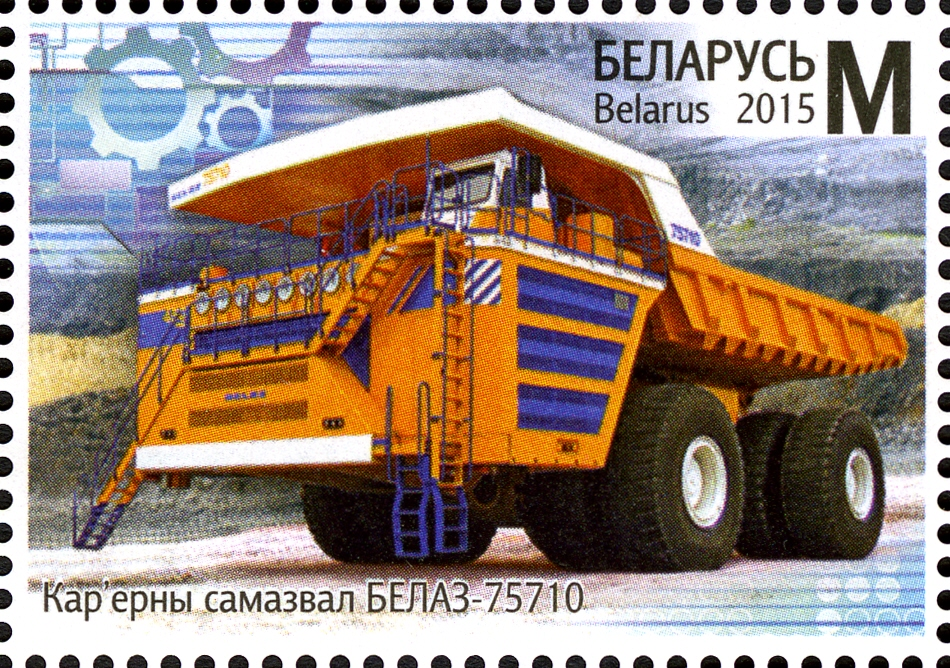
Francobollo bielorusso del 2015 dedicato al BELAZ-75710

- MoAZ-75296, Betoniera

## Curiosità
L'azienda produce anche il camion più grande del mondo: il BelAZ-75710 in produzione dal 2013.